# Anthaxia albovillosa
Anthaxia albovillosa es una especie de escarabajo del género Anthaxia, familia Buprestidae. Fue descrita científicamente por Kerremans en 1913.